# Super Mario Kart
Super Mario Kart (スーパーマリオカート Sūpā Mario Kāto?) es un videojuego de carreras de karts desarrollado por Nintendo EAD para la consola Super Nintendo Entertainment System (SNES). Es el primer juego de la saga Mario Kart y se lanzó en Japón el 27 de agosto de 1992, en Estados Unidos y Canadá el 1 de septiembre de 1992, en México el 6 de septiembre de 1992 y en Europa 21 de enero de 1993. Al vender ocho millones de copias, fue el tercer juego mejor vendido para SNES. Super Mario Kart fue relanzado para la Consola Virtual de Wii en Japón el 9 de junio de 2009, en América del Norte el 23 de noviembre de 2009 y en Europa el 2 de abril de 2010.
En Super Mario Kart el jugador toma el control de uno de ocho personajes de la saga Mario, cada uno con diferentes habilidades. En el modo de un solo jugador, el usuario puede correr contra personajes controlados por la consola en diferentes copas y carreras de tres niveles de dificultad. Durante las carreras, se pueden usar objetos y todo tipo de triquiñuelas para llegar el primero. Por otra parte los jugadores pueden intentar marcar un tiempo en solitario en un modo contrarreloj. En el modo multijugador, dos jugadores pueden competir simultáneamente en los circuitos del juego o pueden correr uno contra otro en una carrera versus. En un tercer modo – Modo de batalla – el objetivo está en derrotar a los oponentes lanzándoles objetos, para explotar así los globos que rodean cada kart.
Super Mario Kart recibió críticas positivas que se centraron en su presentación, innovación y el uso de los gráficos en Modo 7. Diversas publicaciones como Edge, IGN, The Age y GameSpot lo han clasificado como uno de los mejores juegos de la historia, mientras que el Libro Guinness de los récords lo calificó como uno de los mejores juegos para consola de sobremesa. A menudo se atribuye la creación del subgénero de las carreras de karts en los videojuegos, lo que llevó a otros desarrolladores a intentar repetir el éxito. También se le otorga a este juego el mérito de haber llevado la saga Mario más allá de los juegos de plataformas, donde el principal objetivo en un videojuego este tipo recae en un héroe que tiene que rescatar a la damisela en apuros; esta diversidad ha dado lugar a que se convierta en la franquicia de juego más vendida de todos los tiempos. Se han lanzado gran cantidad de secuelas de Super Mario Kart al mercado, para consolas de sobremesa, portátiles y en arcades, y cada una de ha tenido éxito crítico y comercial. Mientras que algunos elementos se han desarrollado a lo largo de la serie, la esencia original de Super Mario Kart se ha mantenido intacta.

## Modo de juego

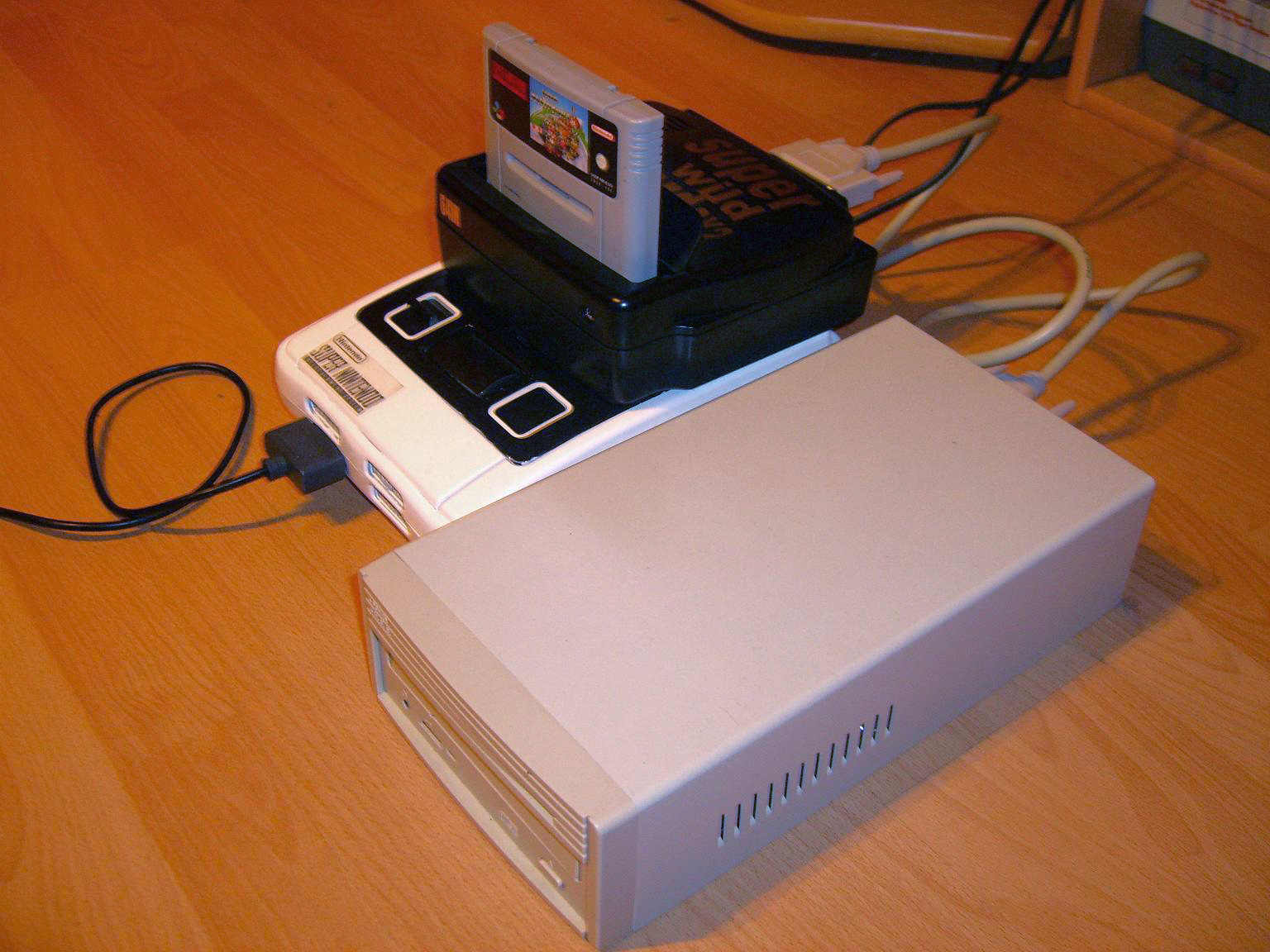
Cartucho de Super Mario Kart instalado en Super Nintendo.

Super Mario Kart es un juego de carreras sobre karts que incluye varios modos de juego. El jugador debe elegir un personaje de una selección de varios de la serie Mario, y posteriormente corre subido en karts por pistas ambientadas al estilo de tal serie. Durante una carrera, la cámara del jugador se sitúa detrás de su kart. El objetivo del juego es terminar por delante del resto de corredores, que están controlados por la consola y otros jugadores, o completar un circuito en el menor tiempo posible. También hay un modo de batalla en donde hay que atacar con objetos al resto de karts para eliminarlos.
Por toda la pista hay desperdigados cubos con un signo de interrogación; dan habilidades especiales (ítems) si el kart pasa por encima de ellos. Los ítems, que pueden ser —por ejemplo— caparazones o cáscaras de banana, permiten a los jugadores lanzarlos contra sus adversarios y hacerles perder así el control temporalmente. Un kart que coge una estrella de un cubo consigue la capacidad de ser invulnerable por unos instantes. Los jugadores controlados por la consola tienen diferentes poderes especiales asociadas a cada personaje, que pueden usar en el transcurso de la carrera. Por el suelo de la pista se encuentran líneas con monedas, accesibles en los modos de un jugador y multijugador. Al pasar por encima de ellas, el kart las recoge y le permite aumentar su velocidad máxima. El tener cierta cantidad de monedas también ayuda a los jugadores cuando su kart es golpeado por otro: en lugar de girar y perder el control, pierde solamente una moneda. Las monedas también se pueden perder cuando los karts son golpeados por otros bajo la influencia de ítems o cuando se salen de los límites de las pistas.
El juego cuenta con maniobras avanzadas, como derrapes y saltos. Los derrapes permiten al kart mantener su velocidad mientras está girando en una curva, aunque la ejecución de la maniobra por mucho tiempo tiende a hacer que el kart trompee. Los saltos ayudan al kart a ejecutar giros más cerrados: el kart da un pequeño salto, y hace que salga a una velocidad normal cuando toca la curva. Las buenas críticas a Super Mario Kart se centraron en su modo de juego, que describieron el modo de batalla como «adictivo» y el modo de un jugador como «increíble». IGN declaró que la mecánica de juego definió el género.

### Modos
Super Mario Kart tiene dos modos para un jugador, Mario Kart GP y Time Trial. En Mario Kart GP un jugador compite contra siete adversarios controlados por la máquina en una serie de cinco carreras llamadas copas. De forma inicial hay tres copas disponibles – la Mushroom Cup (Copa Champiñón), Flower Cup (Copa Flor) y la Star Cup (Copa Estrella) – en dos niveles de dificultad, 50cc y 100cc. Al ganar las tres copas en el nivel de 100cc, se desbloquea una cuarta copa – la Special cup (Copa Especial) –. Al ganar las cuatro copas en 100cc se desbloquea una nueva cilindrada, 150cc. Cada copa consiste en carreras de cinco vueltas, que tienen cada una lugar en trazados distintos. Para participar en la siguiente carrera de la copa se ha de llegar en la anterior mínimo cuarto a la línea de meta. Si un jugador termina quinto u octavo está eliminado y tiene que volver a correr para lo que puede usar una de un limitado número de vidas – hasta que consiga llegar por lo menos cuarto, para poder pasar así a la siguiente carrera. Dependiendo de la posición de llegada a la meta se adjudica un número de puntos; del primer al cuarto puesto se otorgan nueve, seis, tres y un punto, respectivamente. El corredor con el mayor número de puntos al terminar las cinco carreras es el ganador de la copa. En el modo Time Trial – que se puede traducir como Modo Contrarreloj – los jugadores corren contra el reloj, por los mismos circuitos del modo Mario Kart GP, mientras intentan hacer el mejor tiempo posible.
Super Mario Kart también tiene tres modos multijugador; Mario Kart GP, Match Race y Battle Mode. El modo multijugador soporta hasta dos jugadores, y la segunda persona usa la mitad inferior de la pantalla, que se usa como mapa en el modo de un jugador. Mario Kart GP es el mismo modo al compararlo con el del mismo nombre para un jugador; la única diferencia es que ahora hay dos personajes humanos y seis controlados por la consola. Match Race permite a los dos jugadores competir entre ellos sin ningún personaje controlado por la consola. En Battle Mode los dos jugadores vuelven a competir entre sí, pero esta vez en sólo cuatro escenarios disponibles para este modo. Cada jugador comienza con tres globos alrededor de su kart. Si un kart es golpeado por un ítem, pierde un globo. El primer jugador en perder sus tres globos pierde la partida .

### Personajes
Super Mario Kart incluye ocho personajes jugables de la saga Mario– Mario, Luigi, Princesa Peach, Yoshi, Bowser, Donkey Kong Jr., Koopa Troopa y Toad. El kart de cada personaje tiene diferentes capacidades y diferentes velocidades máximas, aceleración y manejo. Durante las carreras, los personajes controlados por la máquina tienen objetos especiales o poderes especiales. Estos poderes son específicos para cada personaje; por ejemplo, Yoshi tira huevos para que al chocar el personaje trompee y pierda monedas, mientras Donkey Kong Jr. tira bananas. Además, cabe destacar que los personajes varían su velocidad y la frecuencia de lanzamiento de objetos en función de la situación de la carrera. Así, en las situaciones en los que los personajes se encuentren cerca de la primera posición y siempre que esta posición esté albergada por el personaje controlado manualmente, sus velocidades aumentarán, así como la frecuencia de lanzamiento de objetos.
Los personajes están dibujados como sprites, retratado desde dieciséis ángulos diferentes. Los sprites fueron descritos como «detallados» por la Nintendo Magazine System cuando analizaron el juego por primera vez y afirmaron que contribuyeron a la «espectacularidad» de sus gráficos del juego en su conjunto. Sin embargo, Nintendojo opinó que los sprites «no son tan bonitos» vistos a cierta distancia, e IGN criticó el estilo «anticuado» del juego. Super Mario Kart fue el primer juego en presentar personajes jugables de la saga Mario que no aparecieran en un juego de plataformas y los diferentes atributos de los personajes están considerados como uno de los puntos fuertes del juego; IGN lo definió como un «elenco de estrellas» bien equilibrado. Todos los personajes aparecidos en Super Mario Kart aparecerían posteriormente en los siguientes juegos de la saga, exceptuando Koopa Troopa, que ha aparecido intermitentemente después de ser reemplazado por Wario en Mario Kart 64. El personaje de Donkey Kong en los posteriores juegos de Mario Kart es considerado la versión adulta de Donkey Kong Jr. de Super Mario Kart.

## Circuitos
Los circuitos en Super Mario Kart, menos Rainbow Road en la Special Cup, están basados en fases de Super Mario World, como la pista Donut Plains. Cada una de las cuatro copas contiene cinco pistas, para hacer un total de veinte pistas, sin contar las cuatro especiales del modo Battle Mode. Los límites de los circuitos están marcados por barreras invisibles y cuentan con una variedad de curvas que van desde horquillas hasta a amplias curvas que los jugadores pueden aprovechar para deslizarse. Hay gran cantidad de obstáculos tomados de la saga Mario como, los Thwomps en las pistas del castillo de Bowser, los Cheep Cheeps de Super Mario World en Koopa Beach y barreras en forma de tubería que se encuentran en las pistas relacionadas con Mario. Otras características incluyen secciones fuera de la pista que frenan los karts, como el lodo en las pistas Choco Island. Cada pista en el modo para un jugador está llena de monedas y de bloques de ítems, así como lanzaderas que impulsan a los karts y saltos que lanzan los vehículos al aire.
Las pistas han recibido críticas generalmente positivas: GameSpy las describió como «maravillosamente diseñadas» e IGN como «perfectas». En la lista de mejores circuitos de la saga Mario Kart de todos los tiempos de 2008, 1UP.com clasificó a Battle Mode Course 4 en el número tres, y Rainbow Road – junto con sus versiones posteriores de la serie – en el número uno. Las melodías de las pistas en Super Mario Kart influenciaron a posteriores entregas de la saga; entre los temas recurrentes que aparecieron por primera vez en Super Mario Kart se incluyen las pistas encantadas, el Castillo de Bowser y Rainbow Road. Algunas de las pistas de Super Mario Kart han sido duplicadas posteriormente. Todas las veinte pistas originales son desbloqueables en la secuela para Game Boy Advance Mario Kart: Super Circuit. Se han hecho remakes de diversos circuitos para su aparición en posteriores juegos, como Mario Circuit 1, Donut Plains 1, Koopa Beach 2 y Choco Island 2 que aparecieron en Mario Kart DS, Ghost Valley 2, Mario Circuit 3 y Battle Course 4, que se incluyeron en Mario Kart Wii, Mario Circuit 2 y Rainbow Road que aparecen en Mario Kart 7 y Donut Plains 3 y Rainbow Road que aparece en Mario Kart 8 aunque esta última solo se encuentra disponible por medio de contenido descargable.

### Nombres en español de copas y circuitos
| Copa Champiñón                                                                                               | Copa Flor | Copa Estrella                                                                                          | Copa Especial                                                                                             |
| --- | --- | --- | --- |
| Circuito Mario 1 (Reaparece en Mario Kart: Super Circuit, Mario Kart DS y Mario Kart Tour)                   | Isla Chocolate 1 (Reaparece en Mario Kart: Super Circuit y Mario Kart Tour)                                                        | Playa Koopa 1 (Reaparece en Mario Kart: Super Circuit)                                                 | Prado Rosquilla 3 (Reaparece en Mario Kart: Super Circuit, Mario Kart 8 y Mario Kart Tour)                |
| Prado Rosquilla 1 (Reaparece en Mario Kart: Super Circuit, Mario Kart DS, Mario Kart Tour y Mario Kart World | Valle Fantasma 2 (Reaparece en Mario Kart: Super Circuit, Mario Kart Wii y Mario Kart Tour)                                        | Isla Chocolate 2 (Reaparece en Mario Kart: Super Circuit, Mario Kart DS y Mario Kart Tour)             | Playa Koopa 2 (Reaparece en Mario Kart: Super Circuit, Mario Kart DS, Mario Kart Tour y Mario Kart World) |
| Valle Fantasma 1 (Reaparece en Mario Kart: Super Circuit y Mario Kart Tour)                                  | Prado Rosquilla 2 (Reaparece en Mario Kart: Super Circuit y Mario Kart Tour)                                                       | Lago Vainilla 1 (Reaparece en Mario Kart: Super Circuit y Mario Kart Tour)                             | Valle Fantasma 3 (Reaparece en Mario Kart: Super Circuit)                                                 |
| Castillo de Bowser 1 (Reaparece en Mario Kart: Super Circuit)                                                | Castillo de Bowser 2 (Reaparece en Mario Kart: Super Circuit)                                                                      | Castillo de Bowser 3 (Reaparece en Mario Kart: Super Circuit , Mario Kart Tour y Mario Kart 8 Deluxe ) | Lago Vainilla 2 (Reaparece en Mario Kart: Super Circuit y en Mario Kart Tour)                             |
| Circuito Mario 2 (Reaparece en Mario Kart: Super Circuit, Mario Kart 7, Mario Kart Tour y Mario Kart World   | Circuito Mario 3 (Reaparece en Mario Kart: Super Circuit, Mario Kart Wii, Mario Kart Tour, Mario Kart 8 Deluxe y Mario Kart World) | Circuito Mario 4 (Reaparece en Mario Kart: Super Circuit)                                              | Senda Arco Iris (Reaparece en Mario Kart: Super Circuit, Mario Kart 7 , Mario Kart 8 y Mario Kart Tour)   |

| Nombres en español de escenarios de batalla              |
| -------------------------------------------------------- |
| Circuito de Batalla 1 (Reaparece en Mario Kart 8 Deluxe) |
| Circuito de Batalla 2                                    |
| Circuito de Batalla 3                                    |
| Circuito de Batalla 4 (Reaparece en Mario Kart Wii)      |

## Desarrollo

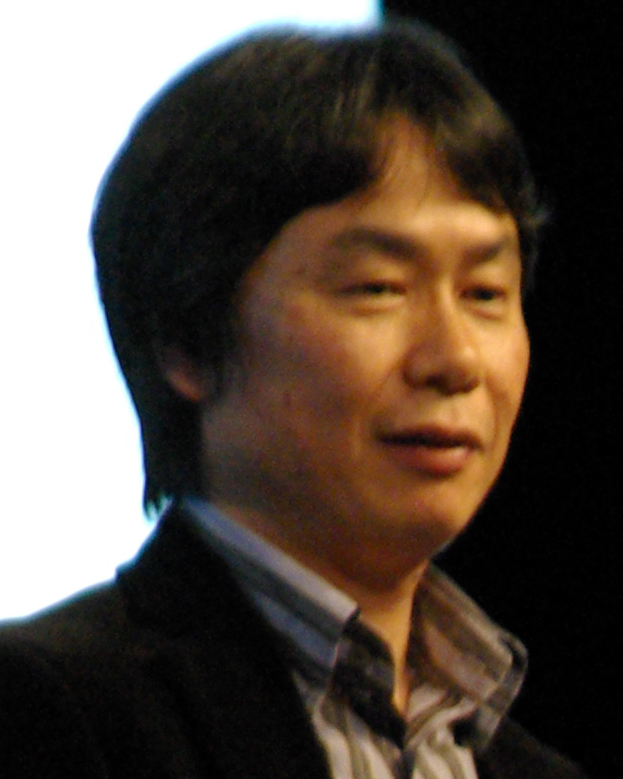
Shigeru Miyamoto, el productor de Super Mario Kart, ha estado involucrado en el desarrollo de cada entrega de Mario Kart.

Super Mario Kart fue producido por Shigeru Miyamoto y dirigido por Tadashi Sugiyama e Hideki Konno, En una entrevista, Miyamoto dijo que el equipo de desarrollo originalmente se propuso producir un juego capaz de mostrar a dos jugadores al mismo tiempo. En la misma entrevista, Konno declaró que el desarrollo comenzó con el deseo de crear un juego de carreras de hasta dos jugadores en contraste con el modo para un jugador del juego de SNES F-Zero. Computer and Video Games sugiere que este énfasis inicial en la creación de una experiencia para dos jugadores es la razón por la cual la pantalla aparece partida en los modos para un jugador.
La intención de crear los modos de carrera del juego había estado presente desde el principio del proyecto y el Modo Batalla fue desarrollado a partir del deseo de crear un modo de juego de un jugador contra otro jugador donde la victoria no fuera determinada, simplemente por la posición en un ranking. Sin embargo, el juego no comenzó como un juego de la saga Mario, pues el primer prototipo mostraba a un personaje genérico subido en un kart vestido con un mono; el equipo decidió que sería mejor crear personajes de máximo tres cabezas de altura, ya que se adaptarían mejor al diseño de los karts. No decidieron incorporar personajes de la saga Mario hasta dos o tres meses después del inicio del proyecto. La decisión fue tomada después de que el equipo, al ver como un kart adelantaba y se ponía por delante de otro, decidió ver cómo luciría el prototipo si se colocara a Mario en el kart. Al hacerlo, observaron que la idea de tener a Mario en el kart lucía mejor que los diseños anteriores, por lo que se aprobó usar personajes de la serie.
Una cosa a destacar en el desarrollo de Super Mario Kart fue el uso de los gráficos en Modo 7. Visto por primera vez en F-Zero, el Modo 7 es un sistema de procesamiento gráfico disponible en la SNES que permite rotar y escalar de forma libre una textura, creando una ligera perspectiva en 3D. 1UP.com acreditó que esta técnica, a la hora del lanzamiento del juego creaba unos gráficos «impresionantes». Una reflexión retrospectiva sobre este modo fue mezclada con la crítica de IGN, que decía que la nueva tecnología ahora se veía «cruda y parpadeante» mientras Video Game Bible la describía como «hermosa». Super Mario Kart incluía un chip DSP (Digital Signal Processor –Procesador de Señal Digital–), chip que fue usado en más juegos de SNES ya que permitía calcular más fácilmente la coma flotante para ayudar a la programación del juego. El chip DSP-1 chip que fue usado en Super Mario Kart pasó a ser el chip DSP más popular de todos los que se usaron en los juegos de SNES. La música del juego fue creada por el compositor Soyo Oka.

## Recepción
Super Mario Kart fue un éxito de crítica y ventas; recibió la distinción de Player's Choice después de vender un millón de copias. Finalmente vendió un total de ocho millones de juegos, lo que lo convierte en el tercer juego mejor vendido para la SNES. Los sitios de compilaciones de análisis GameRankings y MobyGames le dieron una nota mayor al 90% mientras GameStats y TopTenReviews le dieron un promedio superior al 80%. La crítica elogió los gráficos en Modo 7; en 1992 Nintendo Magazine System los describió como «excelentes», además de describirlos como uno de los mejores gráficos jamás vistos en la SNES. Otro apartado del juego bien elogiado fue su modo de juego; la web Thunderbolt lo describió como «el más profundo [y] adictivo... que se puede encontrar en la SNES». Nintendo Magazine System mostró una preferencia por los modos multijugador del juego y afirmó que si bien el «modo de un jugador se vuelve aburrido rápidamente» el «modo de dos jugadores no perderá atractivo». Diversas revisiones retrospectivas del juego han conseguido una nota perfecta, como el caso de las webs Thunderbolt y HonestGamers. El uso del estilo de los personajes de la franquicia Mario también fue elogiado, tal como las características de los personajes. Mean Machines describió el juego como si hubiera «acuñado oro» de una manera que ningún otro juego – ni siquiera sus secuelas – ha igualado y GameSpot calificó al juego como uno de los mejores de todos los tiempos por su innovación, modo de juego y estilo gráfico.
Desde que fue lanzado Super Mario Kart ha sido clasificado varias veces como uno de los mejores juegos de la historia. IGN lo calificó como el 15.º mejor juego en 2005, describiéndolo como «la obra maestra original del kart» y el 23.er mejor juego en 2007, mientras citaba su originalidad a la hora del lanzamiento. The Age lo calificó 19.º en su lista de los 50 mejores juegos de siempre en 2005 y en 2007 Edge calificó a Super Mario Kart en el puesto 14 en su lista de los 100 mejores juegos, señalando la influencia que otorgó al diseño de videojuegos. El juego también está incluido en la lista de los 100 mejores juegos de Yahoo Games en el Reino Unido que alabó a los personajes y a los objetos. 1UP.com también lo incluyó en una lista llamada Essential 50, que citaba los cincuenta videojuegos más importantes.

Fue calificado en la 13.ª posición en una lista hecha por la Official Nintendo Magazine sobre los 100 mejores juegos de Nintendo. Guinness World Records lo calificó en el primer lugar en una lista de los mejores 50 videojuegos basándose en su recepción y legado.

### Legado
Aunque Super Mario Kart no es el primer videojuegos de Kart racing game (Power Drift), si fue el primero que popularizó el género kart gracias a la integración de power up´s de combate. Super Mario Kart ha sido calificado como el videojuego que extendió el subgénero de «carreras de karts» y que en poco tiempo distintos desarrolladores intentaron lanzar sus propias marcas con sus propias mascotas para igualar el éxito. En 1994, menos de dos años después del lanzamiento de Super Mario Kart, Sega lanzó Sonic Drift; un videojuego de karts que incluía personajes de la saga Sonic the Hedgehog. También en 1994 Ubisoft lanzó Street Racer, un videojuego de karts para SNES y Mega Drive que incluía un modo para cuatro jugadores no disponible en Super Mario Kart. Entre los futuros juegos que seguirían la estela de Super Mario Kart están South Park Rally, Konami Krazy Racers, Diddy Kong Racing, Sonic & Sega All-Stars Racing y múltiples juegos en la saga Crash Bandicoot. La crítica a dichos juegos ha sido mixta; GameSpot afirmó que «tienden a ser malos» mientras 1UP.com declara que innumerables desarrolladores han tratado de mejorar la fórmula original de Mario Kart, sin éxito.
Super Mario Kart también ha sido calificado como el primer juego que no pertenece al ámbito de plataformas que contiene personajes de la saga Mario. Así como diversas secuelas, Nintendo ha lanzado juegos deportivos y no deportivos dentro de la saga Mario desde Super Mario Kart; una tendencia, en parte, aceptada por el éxito comercial y crítico del juego. Los personajes de la saga Mario han aparecido en diversos juegos deportivos incluyendo aquellos relativos al baloncesto, béisbol, golf, tenis y fútbol. También se han creado series de juegos no deportivos que incluyen personajes de la saga Mario, incluyendo la saga Super Smash Bros. de lucha o la saga Mario Party de juegos de mesa y minijuegos. Algunos personajes de la saga Mario también han hecho cameos en juegos de otras series como SSX on Tour o NBA Street V3, ambos publicados por EA Sports. El género que abarca el carácter de la serie Mario que se desencadenó debido al éxito de Super Mario Kart ha sido descrito como un punto clave para el éxito y la longevidad de la franquicia, y ha conseguido mantener interesados a los fanes a pesar de la influencia de los juegos de plataformas de Mario. Gracias a este modelo, la saga Mario ha pasado a ser la saga de videojuegos mejor vendida de todos los tiempos con 193 millones de unidades vendidas a enero de 2007, casi 40 millones de unidades por delante de la franquicia que ocupa la segunda posición (Pokémon, también de Nintendo).
Super Mario Kart fue relanzado para la Consola Virtual japonesa el 9 de junio de 2009, en América del Norte el 23 de noviembre de 2009 y en Europa el 2 de abril de 2010. Anteriormente, cuando se le calificaba como uno de los juegos más esperados para la plataforma en noviembre de 2008, Eurogamer dijo que los responsables de su ausencia eran los problemas al emular los gráficos en Modo 7.

### Secuelas
Desde el lanzamiento original de Super Mario Kart, se han sucedido diversas secuelas para las futuras consolas de Nintendo, todas con éxito de crítica y ventas. La primera de ellas, Mario Kart 64 fue lanzada en 1997 para Nintendo 64 y fue el primer juego de Mario Kart en incluir gráficos completamente tridimensionales. Aunque algunos críticos como IGN y GameSpot criticaron la falta de entretenimiento del modo individual respecto a su predecesor, elogiaron el modo multijugador para cuatro jugadores – el primero para Nintendo 64 –. La segunda secuela Mario Kart: Super Circuit fue lanzada para Game Boy Advance en 2001. Fue descrita por GameSpot como un remake de Super Mario Kart más que una secuela de Mario Kart 64, ya que el juego volvió al sistema gráfico original. El juego incluye nuevas pistas y la posibilidad de desbloquear las aparecidas en el juego de SNES si se cumplen diversos requisitos. El siguiente juego, Mario Kart: Double Dash!, fue lanzado para la Nintendo GameCube en 2003, y era bastante diferente a cualquier Mario Kart lanzado antes ya que cada kart estaba conducido por dos jugadores, lo que permitía una nueva forma de modo multijugador cooperativo donde un jugador controla el kart y el otro lanza los objetos. Mario Kart DS, lanzado para la Nintendo DS en 2005, fue el primer juego de Mario Kart en incluir juego online mediante la Conexión Wi-Fi de Nintendo. Fue uno de los juegos de carrera portátiles mejor vendidos, al vender 7,83 millones de unidades. La posterior entrega – Mario Kart Wii – fue lanzada para Wii en 2008 e incorpora controles basados en el movimiento. Como Mario Kart DS incluye juego online, MKWii permite a los jugadores correr con sus Miis (después de desbloquear el personaje correspondiente) así como personajes de la saga Mario y la inclusión del periférico Wii Wheel. Mario Kart Wii fue el juego mejor vendido de 2008 por delante de otros juegos de Nintendo – como Wii Fit – y del aclamado en crítica y ventas Grand Theft Auto IV. También se han lanzado dos juegos de Mario Kart en formato arcade, Mario Kart Arcade GP en 2005 y Mario Kart Arcade GP 2 en 2007. Ambos fueron desarrollados por Nintendo y Namco e incluyen personajes clásicos de Namco como Pac-Man y Blinky. La última entrega de la serie, Mario Kart 7, fue lanzada en 2011 para Nintendo 3DS e incluye la posibilidad de conducir bajo el agua y planear en el aire gracias a un ala delta, además de la inclusión de las tres dimensiones estereoscópicas.
En el año 2014 Nintendo sacó el sucesor del Mario Kart 7, el Mario Kart 8.
Este juego salió para la Wii U el 30 de junio del 2014.
Este juego incluía una gran novedad: la antigravedad. También tiene 9 personajes nuevos: los Koopalings (Lemmy, Larry, Wendy, Roy, Morton, Ludwig e Iggy), Peach de oro rosa y Bebé Estela.
A medida que la serie ha progresado muchos aspectos incluidos en Super Mario Kart han ido evolucionando. Las cajas de objetos, que en Super Mario Kart eran nada más que cubos empotrados en el suelo debido a las limitaciones técnicas de la SNES pasaron a ser cajas flotantes en posteriores juegos. El plantel de personajes ha ido creciendo para incluir diversos personajes de Nintendo como algunos que no habían sido creados en el lanzamiento de Super Mario Kart – como Rosalina/Estela de Super Mario Galaxy que apareció en Mario Kart Wii.– El modo multijugador se ha convertido en un punto clave de la saga y ha crecido desde los dos jugadores que podían enfrentarse en Super Mario Kart; hasta los cuatro disponibles en Mario Kart 64 e incluso hasta doce en el modo online de Mario Kart Wii. Muchas de las pistas aparecidas en la serie han permanecido a medida que la saga ha ido progresando, como por ejemplo la pista Rainbow Road – la pista final de la Special Cup – que ha aparecido en todas las entregas de la saga. Otros elementos que estaban en Super Mario Kart han desaparecido a lo largo de la serie. Esto incluye los «súper poderes» de los personajes controlados por la máquina o el objeto «Pluma» que permitía al jugador saltar y tener un determinado número de vidas. Por el momento, los únicos juegos de la saga Mario Kart en incluir las monedas del juego original son Mario Kart: Super Circuit. y Mario Kart 7. Estos aspectos del estilo y del modo de juego de Super Mario Kart se han mantenido a lo largo de la serie, lo que ha llevado a Nintendo a hacer frente a las críticas debido a la falta de originalidad. Sin embargo, la franquicia sigue siendo considerada como una de las mejores por muchos, debido sobre todo a su conocido modo de juego. A pesar de las innovaciones técnicas que han tenido lugar desde el inicio de la saga muchos siguen considerando a Super Mario Kart como el mejor juego de la serie.